# Świadkowie Jehowy w Syrii

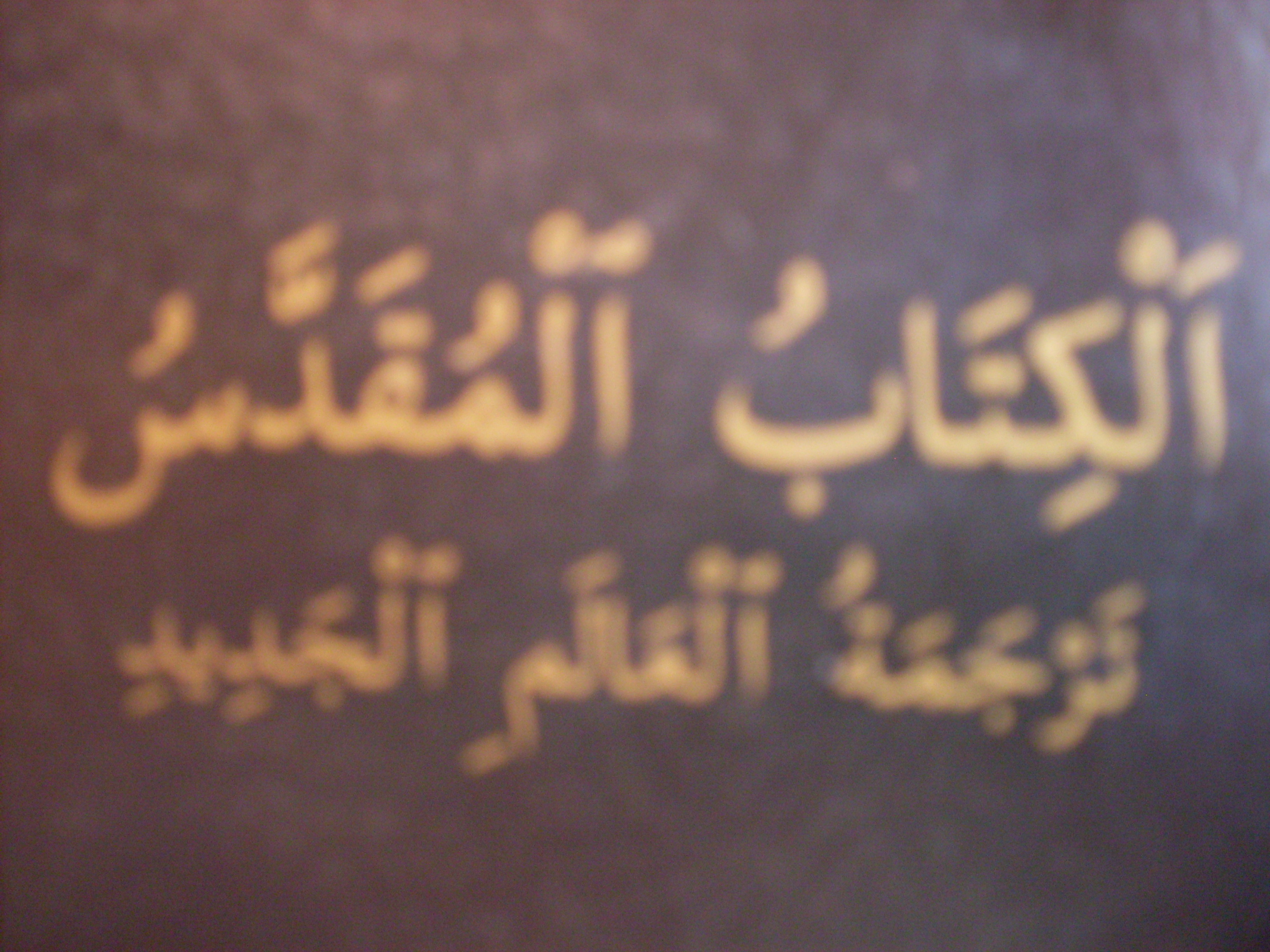
Pismo Święte w Przekładzie Nowego Świata w języku arabskim wydano w 1998 (część) oraz w 2004 (całość)

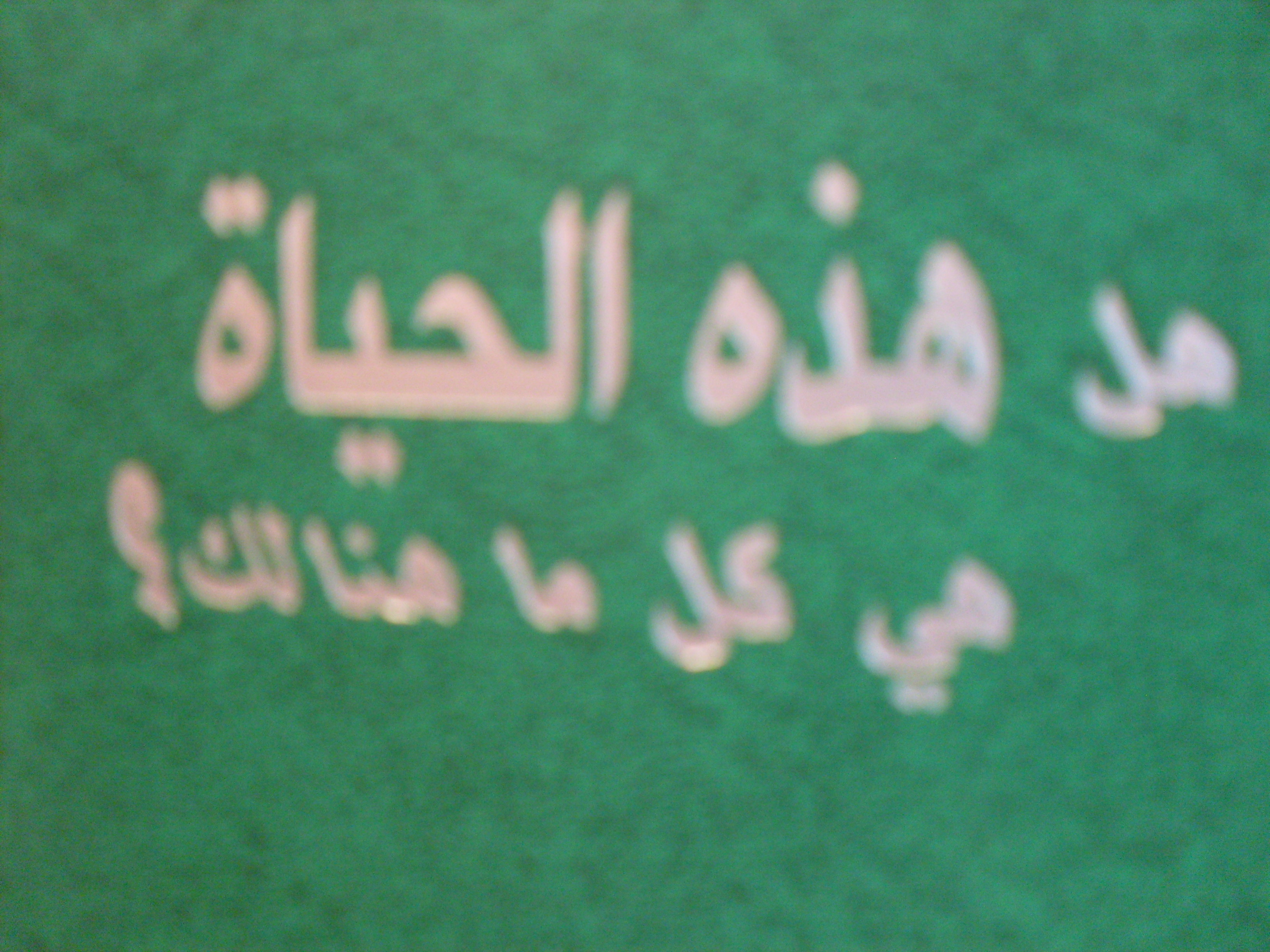
Czy na tym życiu wszystko się kończy? w j. arabskim

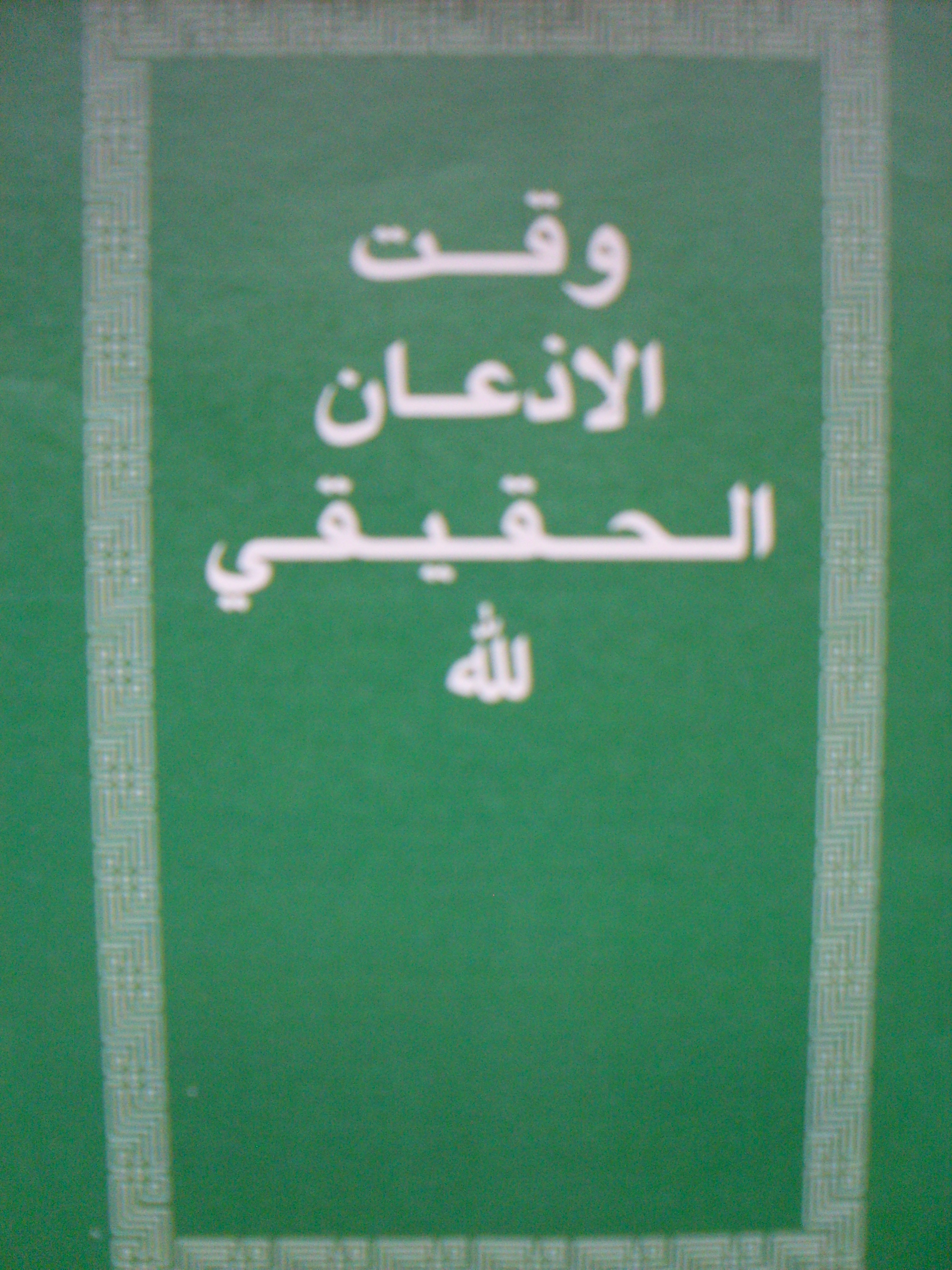
Czas na prawdziwe poddanie się woli Bożej w j. arabskim

Świadkowie Jehowy w Syrii – społeczność wyznaniowa w Syrii, należąca do ogólnoświatowej wspólnoty Świadków Jehowy.
W 1983 roku społeczność Świadków Jehowy w Syrii liczyła 129 głosicieli, skupionych w 7 zborach. Na doroczną uroczystość Wieczerzy Pańskiej przybyło wtedy 305 osób.
Od 1964 roku ich działalność w tym kraju jest zdelegalizowana i prowadzą ją nieoficjalnie, z tego powodu szczegółowa liczebność członków wyznania nie jest podawana do wiadomości publicznej. Sprawozdanie z działalności w tym kraju dołączane jest do ogólnego z 33 krajów, gdzie działalność Świadków Jehowy jest ograniczona prawnie lub zakazana. Zebrania religijne odbywają się w mieszkaniach prywatnych z zachowaniem środków ostrożności  .

## Historia

### Początki
W 1924 roku w Bejrucie w Libanie otworzono biuro oddziału, które nadzorowało działalność ewangelizacyjną między innymi na terenie Syrii. Pierwszym nadzorcą był Syryjczyk, profesor, który zrezygnował z pracy edukacyjnej, by koordynować działalność.
W 1925 roku Alexander Hugh Macmillan z Biura Głównego Towarzystwa Strażnica wygłaszał przemówienia w Damaszku. W 1930 grupy wyznawców działały w Damaszku i Aleppo. W tym drugim mieście powstało Biuro Oddziału Towarzystwa Strażnica.
W 1936 roku świadkowie Jehowy z Libanu – Yousef Rahhal i Najib Salem – rozpoczęli działalność kaznodziejską na terenie Syrii. Sprzęt nagłaśniający przewieziony ze Stanów Zjednoczonych zamocowano na samochodzie, a nagrane wykłady biblijne słyszane były z odległości nawet 10 kilometrów . W tym samym roku za prowadzenie działalności religijnej uwięzieni zostali: N. Fyiand, Salem Karam, Ibrahim Atiyeh oraz Michel Aboud.
W 1940 roku Ibrahim Atiyeh rozpoczął tłumaczenie „Strażnicy” na język arabski, a Najib Salem wykonywał cztery odręczne kopie i przesyłał głosicielom w Palestynie, Syrii i współwyznawcom w Egipcie. Do Syrii przybyli też świadkowie Jehowy z Cypru – małżeństwo Laghakos, mówiące po grecku, którzy wcześniej musieli opuścić Egipt. Prowadzili działalność kaznodziejską na terenie całej Syrii  . W trzech zborach działało pięciu pionierów.
W 1942 roku aresztowano kilkunastu członków społeczności Świadków Jehowy i skonfiskowano im publikacje religijne. W Damaszku niemniej regularnie organizowano zebrania; działalność koordynował tam Adib Kafroony.
Pionierzy Jamil Sfeir oraz małżeństwo Lagakos krzewili religię w okolicach Aleppo, a na północy kraju w Amar el-Hussan powstał mały zbór. Zebrania zborowe organizowano w Damaszku. W 1943 roku Świadkowie Jehowy dotarli do większości syryjskich miast i wiosek. Niekiedy na odległe tereny około 30 osób wyruszało samochodami lub autobusem. W roku 1945 Syryjczyk, głosiciel ze Stanów Zjednoczonych prowadził działalność kaznodziejską wśród krewnych i wkrótce w wioskach Antylibanu powstały grupy Świadków Jehowy. Do Aleppo i Damaszku skierowano pionierów.
W 1948 roku władze wojskowe oceniały, że Świadkom Jehowy udało się rozszerzyć działalność „między Wadi al-Husn a wioską Amar w pobliżu Tall Kalach, i że ich działalność ogranicza się do alawickich chłopów”. W 1949 roku w Syrii było 20 głosicieli, skupionych w 3 zborach.
31 grudnia 1951 roku 82 syryjskich głosicieli odwiedził ówczesny prezes Towarzystwa Strażnica Nathan H. Knorr. W stolicy, w małym zborze działało 12 głosicieli; pozostali skupieni byli w dwóch innych zborach w Aleppo i w Amar El Hussan. Do Syrii przybyli misjonarze Biblijnej Szkoły Strażnicy – Gilead. W 1952 roku było 89  głosicieli. Rozpoczęły się aresztowania. Misjonarze i inni obcokrajowcy zmuszeni byli w ciągu 24 godzin opuścić kraj, dlatego przenieśli się do Libanu . W grudniu 1956 roku 17 głosicieli uczestniczyło w kongresie w Bejrucie. W Syrii dochodziło do aresztowań, a wszystkie toczące się sprawy sądowe zostały rozstrzygnięte na korzyść Świadków Jehowy.
W roku 1962 w całej Syrii było około 100 głosicieli. W tym czasie do działalności wśród Ormian w Aleppo została przydzielona Sona Haidostian. Sona zatrzymała się u swoich krewnych, i w krótkim czasie kilkoro z nich zostało głosicielami. W roku 1966 w Aleppo powstał zbór składający się z 25 głosicieli. Do tego czasu liczba głosicieli w Syrii wzrosła do około 120.

### Zakaz działalności
W 1964 roku rząd zakazał działalności Świadków Jehowy, uznając ich za organizację syjonistyczną. Władza od tego czasu próbuje ich dyskredytować, jednak poszczególni członkowie nadal praktykowali swoje wyznanie w mieszkaniach prywatnych . W 1967 roku w mieście Halab została aresztowana wraz z rodzicami Sona Haidostian. Pięć miesięcy trzymano ich w więzieniu, po czym wydalono za granicę, nie pozwalając zabrać żadnych rzeczy.
W 1969 roku w Syrii działało 146 głosicieli, w 1975 roku 203 głosicieli w 7 zborach, a w 1983 roku – 129.
W 1997 roku rząd Syrii nakazał aresztowanie gromadzących się na spotkaniach religijnych w swoich domach. W 1999 roku niektórzy wyznawcy zostali poddani torturom, a wielu zostało uwięzionych z powodu swej przynależności religijnej. Rok później nastąpiła kolejna seria aresztowań Świadków Jehowy; ich wyznanie i ich publikacje wciąż były przez syryjski rząd zakazane. W styczniu 2007 roku Świadkowie Jehowy poprosili władze syryjskie o spotkanie w celu omówienia uchylenia zakazu z 1964 roku. Otrzymano odpowiedź, że nie jest to właściwy czas na omawianie tej kwestii. Podobną odpowiedź otrzymano na pismo z 2008 roku. W kolejnych latach Świadkowie Jehowy dążyli do spotkania się z przedstawicielami władz w Damaszku .
W latach 2004–2011 przeprowadzano rewizje domów w celu znalezienia literatury religijnej Świadków Jehowy. Świadkowie Jehowy nie mogli być zatrudnieni przez placówki finansowane z budżetu państwa. Ponadto, Świadkowie Jehowy nie mogli opuszczać kraju. Chociaż prozelityzm nie był oficjalnie zabroniony, to konfiskowano literaturę religijną tego wyznania, a wyznawcy regularnie byli przesłuchiwani i nękani. Obserwuje się ich domy i ich samych, co prowadzi do różnych problemów w funkcjonowaniu w społeczeństwie .
W styczniu i lutym 2009 roku zatrzymano kilkoro wyznawców przybyłych z Libanu, bezskutecznie nakazując im podpisania dokumentu o wyrzeczeniu się swojej religii . W okresie od 2009 roku do września 2010 roku siedem osób zmarło w podejrzanych okolicznościach, prawdopodobnie w wyniku tortur lub innego złego traktowania. Wiadomo jednak, że w wielu syryjskich ośrodkach detencyjnych dochodziło do tortur i innych form nadużyć, a w więzieniach przebywało wielu Świadków Jehowy. W odpowiedzi na pytania Mario Mauro dotyczące dyskryminacji i złego traktowania Świadków Jehowy w Syrii, Komisja Europejska stwierdziła, m.in. że „podczas spotkań z władzami syryjskimi UE stale porusza kwestię podstawowych wolności i praw człowieka”.
W 2010 roku Amnesty International zorganizowała akcję pisania listów do władz w sprawie więzionego w Syrii świadka Jehowy Nadera Nseira. W maju tego samego roku służby bezpieczeństwa zatrzymały i deportowały jednego amerykańskiego i dwóch szwedzkich świadków Jehowy za rozpowszechnianie Biblii w Aleppo .
Według International Religious Freedom Report oraz Ambasady Stanów Zjednoczonych w Damaszku, rząd zakazuje działalności Świadków Jehowy jako „organizacji syjonistycznej o podłożu politycznym”.
Według organizacji „Mena Research Center”, zaobserwowano „rozpowszechnianie bezpłatnych publikacji na wielu obszarach zamieszkałych przez chrześcijan (…), zwłaszcza w Aleppo i Dolinie Chrześcijan” w pobliżu Hims.
Wielu Syryjczyków zostało świadkami Jehowy poza granicami kraju (m.in. w Niemczech, Turcji, Libanie, Danii, we Francji i we Włoszech).
Świadkowie Jehowy wydają publikacje w języku arabskim, również w dialekcie syryjskim. W dialekcie tym dostępny jest także oficjalny serwis internetowy – jw.org.